# Rolesville
Rolesville é uma cidade  localizada no estado norte-americano de Carolina do Norte, no Condado de Wake.

## Demografia
Segundo o censo norte-americano de 2000, a sua população era de 907 habitantes.
Em 2006, foi estimada uma população de 1711, um aumento de 804 (88.6%).

## Geografia
De acordo com o United States Census Bureau tem uma área de
4,2 km², dos quais 4,2 km² cobertos por terra e 0,0 km² cobertos por água. Rolesville localiza-se a aproximadamente 135 m acima do nível do mar.

## Localidades na vizinhança
O diagrama seguinte representa as localidades num raio de 20 km ao redor de Rolesville.